# 그린 정리
미적분학에서 그린 정리(영어: Green’s theorem)는 평면 영역 위의 이중 적분과, 그 영역의 경계선 위의 선적분 사이의 관계에 대한 정리이다. 스토크스 정리의 특수한 경우다.

## 정의
연속 미분 가능 함수 {\displaystyle (P,Q)\colon D\to \mathbb {R} ^{2}}의 정의역 {\displaystyle D\subseteq \mathbb {R} ^{2}}가 어떤 유계 영역의 폐포라고 하자. 또한, 경계선 {\displaystyle \partial D}가 양의 방향을 가지며, 유한 개의 조각마다 매끄러운 단순 닫힌곡선들로 이루어졌다고 하자. 그렇다면, 다음이 성립하며, 이를 그린 정리라고 한다.
{\displaystyle \oint _{\partial D}Pdx+Qdy=\iint _{D}\left({\frac {\partial Q}{\partial x}}-{\frac {\partial P}{\partial y}}\right)dxdy}
만약 {\displaystyle D}가 단일 연결 공간이라면, {\displaystyle \partial D}는 하나의 단순 닫힌곡선이며, 그 방향은 반시계 방향이다. 만약 {\displaystyle D}가 단일 연결 공간이 아니라면, {\displaystyle \partial D}는 여러 개의 단순 닫힌곡선이며, 가장 바깥쪽의 하나는 반시계 방향, 남은 곡선들은 시계 방향이다.
그린 정리는 곡면 위의 면적분과 그 경계선 위의 선적분의 관계에 대한 정리인 켈빈-스토크스 정리의 특수한 경우이다.

## 예시
평면위의 각 점마다 벡터가 다음과 같이 할당되어 있다.
{\displaystyle \mathbf {F} (x,y)=(x-y)\mathbf {i} +x\mathbf {j} }
적분영역 {\displaystyle D}는 원점을 중심으로 반지름이 1인 단위원이다.
{\displaystyle \mathbf {r} (t)=(\cos t)\mathbf {i} +(\sin t)\mathbf {j} }
이 벡터함수에 대해 그린정리의 좌변과 우변을 각각 계산하여 등식이 성립하는지 확인한다.

### 우변
벡터함수의 편미분들을 계산한다.
{\displaystyle {\frac {\partial F_{1}}{\partial y}}=-1,\,{\frac {\partial F_{2}}{\partial x}}=1}
{\displaystyle \iint _{D}\left({\frac {\partial F_{2}}{\partial x}}-{\frac {\partial F_{1}}{\partial y}}\right)dA=\iint _{D}(1-(-1))dxdy=2\iint _{D}dxdy=2\pi }
마지막의 등식이 성립하는 이유는 이중적분이 그냥 면적이 되기 때문이다.

### 좌변
원위의 점을 따라가며 형성되는 벡터함수 값을 찾는다.
{\displaystyle F_{1}=\cos t-\sin t,\,F_{2}=\cos t}
선적분에 필요한 연쇄법칙(Chain rule)을 계산한다.
{\displaystyle dx=d(\cos t)=-\sin tdt,\,dy=d(\sin t)=\cos tdt}
반시계 방향으로 회전하며 우변을 적분한다.
{\displaystyle \int _{C}{F_{1}dx+F_{2}dy}=\int _{t=0}^{t=2\pi }(\cos t-\sin t)(-\sin tdt)+(\cos t)(\cos tdt)=\int _{0}^{2\pi }(-\sin t\cos t+1)dt=2\pi }
좌변과 우변이 같음을 확인할 수 있다.

## 같이 보기
- 그린의 항등식